# Izvarica
Izvarica (em cirílico: Изварица) é uma vila da Sérvia localizada no município de Žagubica, pertencente ao distrito de Braničevo, na região de Homolje. A sua população era de 310 habitantes segundo o censo de 2002.

## Demografia
| 1948 | 1953 | 1961 | 1971 | 1981 | 1991 | 2002 | 2011 |
| ---- | ---- | ---- | ---- | ---- | ---- | ---- | ---- |
| 613  | 618  | 557  | 532  | 509  | 449  | 376  | 310  |